# 칼 마로티
카를 마로트(Carl Marotte, 1959년 2월 25일 ~ )는 캐나다의 배우이다.
퀘벡주에서 태어났다.

## 영화
- 스킨워커스 (2006년) - 킬머 보안관 역
- 머더 인 더 햄프턴 (2005년)
- 실종 (2004, A Different Loyalty)
- 아이스 바운드 (2003년)
- 원 킬 (2000년)
- 프리즈너 오브 러브 (1999년)
- 할리퀸 - 디스 매터 오브 메리지 (1998년)
- 마이티 (1998년)
- 하드 웨폰 (1997년)
- 트리플 테러 (1996년)
- 시티 솔저 (1986년)
- 댄스 브레이킹 (1985년)
- 가면의 그림자 (1983년)
- 가스 (1981년)
- 피의 발렌타인 (1981년)
- 픽업 썸머 (1980년)